# Tetraleurodes mexicana
Tetraleurodes mexicana là một loài côn trùng cánh nửa trong họ Aleyrodidae, phân họ Aleyrodinae.
Tetraleurodes mexicana được Nakahara miêu tả khoa học đầu tiên năm 1995.